# 米篩目
米苔目，客家傳統米製粉條，一般認為起源於廣東梅州，常見於梅州、潮汕、香港、福建、台灣、閩南地區、馬來西亞等地區。
在1920至1930年代的臺灣地區，當時還是以農業為主的族群社會，每逢稻穀成熟的季節，家家戶戶會相互安排收割的日期，主事的主人便會在早晚兩次的休息時間準備各種點心。米苔目是當時所普遍食用的傳統米食，是福建與廣東一帶的傳統米食製品被稱為「粉條」，少部分人則稱其為「客家粉條」。主要成份為米漿蒸成凝塊，再以數十小孔洞鐵器透過凝塊形成長圓條形類似麵形，易於人體腸胃器官消化食用，是一種老少咸宜傳統點心。

## 名稱由來
米篩目源於廣東梅州大埔一帶，因為兩端尖，形似老鼠，客家人慣稱粉為「粄」，因此稱為老鼠粄。在潮汕地区称其为粘米丸或尖米丸。
老鼠粄在香港稱為「老鼠粉」，因「老鼠」之名不雅，當地人以粉條兩端尖，狀似銀針，稱為銀針粉。
後來傳至台灣及馬來西亞，當地客家人稱為米篩目，是指製造時把粉團經過篩子般的擦板，從洞眼（目）中搓出粉條。由於閩南語「篩子」稱thai（音似「苔」），在臺灣閩南族群又常作米苔目。
於馬來西亞称老鼠粉，也作米台目。也傳入柬埔寨和泰國，高棉語稱「洛」（លត），泰語稱「尖丸」（เกี้ยมอี๋）。

## 吃法

### 傳統吃法
- 湯粉：煮湯加肉絲、香菇絲、蝦米、油蔥、蔬菜即是鹹食、熱食。
- 炒粉：把各種配料與粉一起炒食。

### 各地吃法
- 煎蕊：以斑蘭葉染色後的粉條、加配料、加糖水、打碎後的冰塊，即是一道甜品，成為東南亞地區的一種小吃。
- 刨冰（挫冰）：加米篩目、加糖水、加打碎後的冰塊和一點配料即是爽口甜食，流行於台灣。[6]

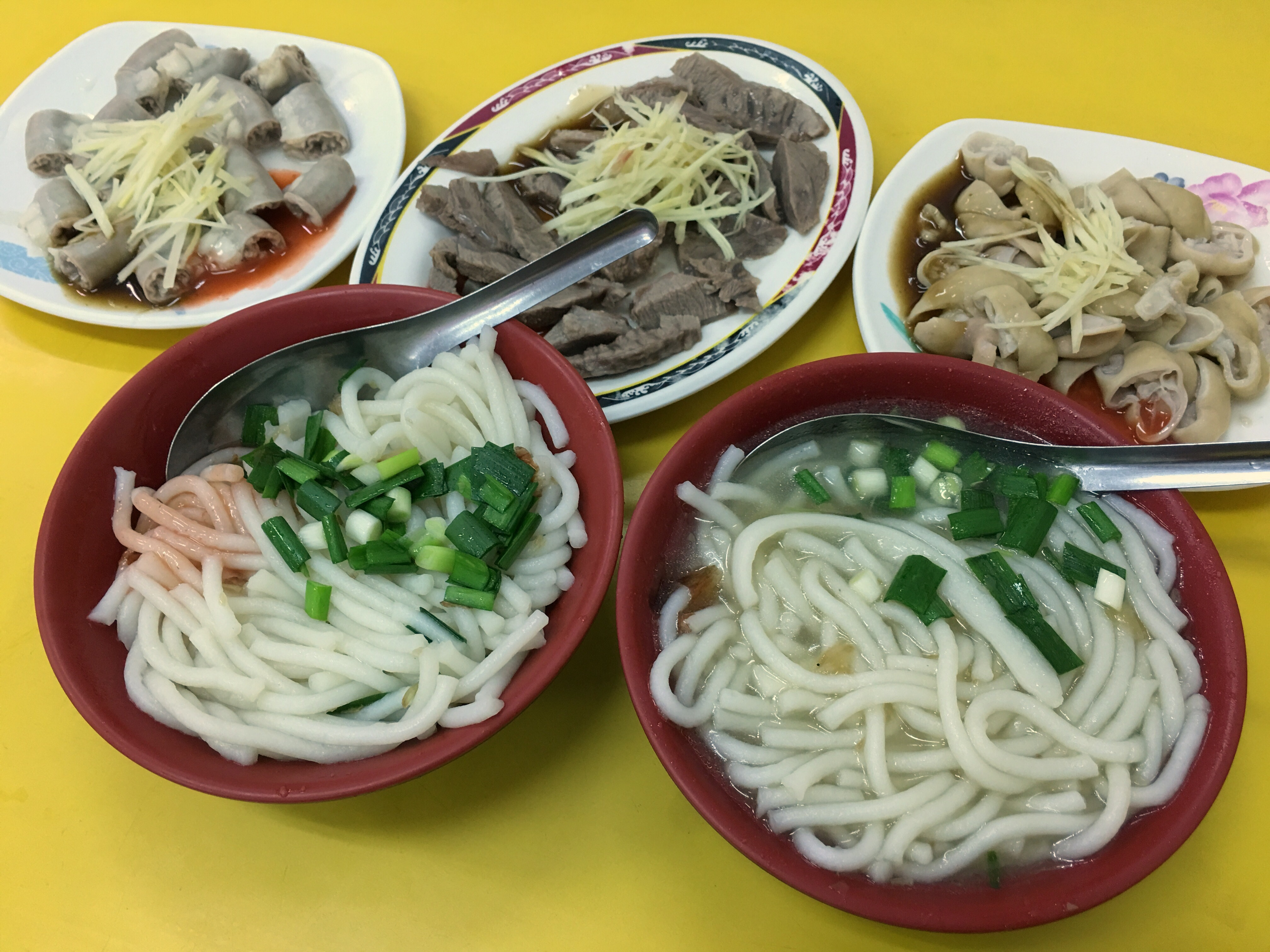
台北米篩目
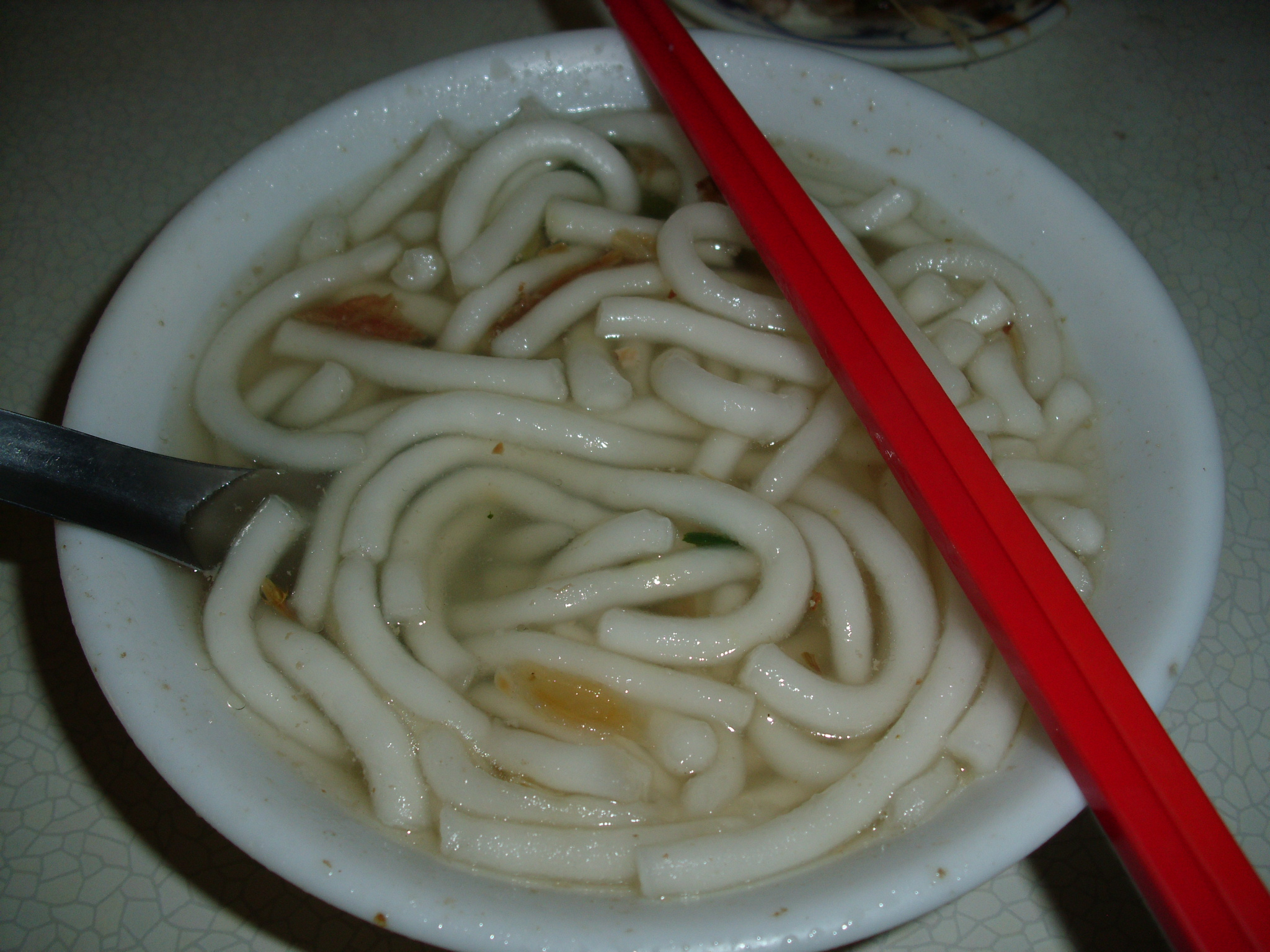
員林米篩目
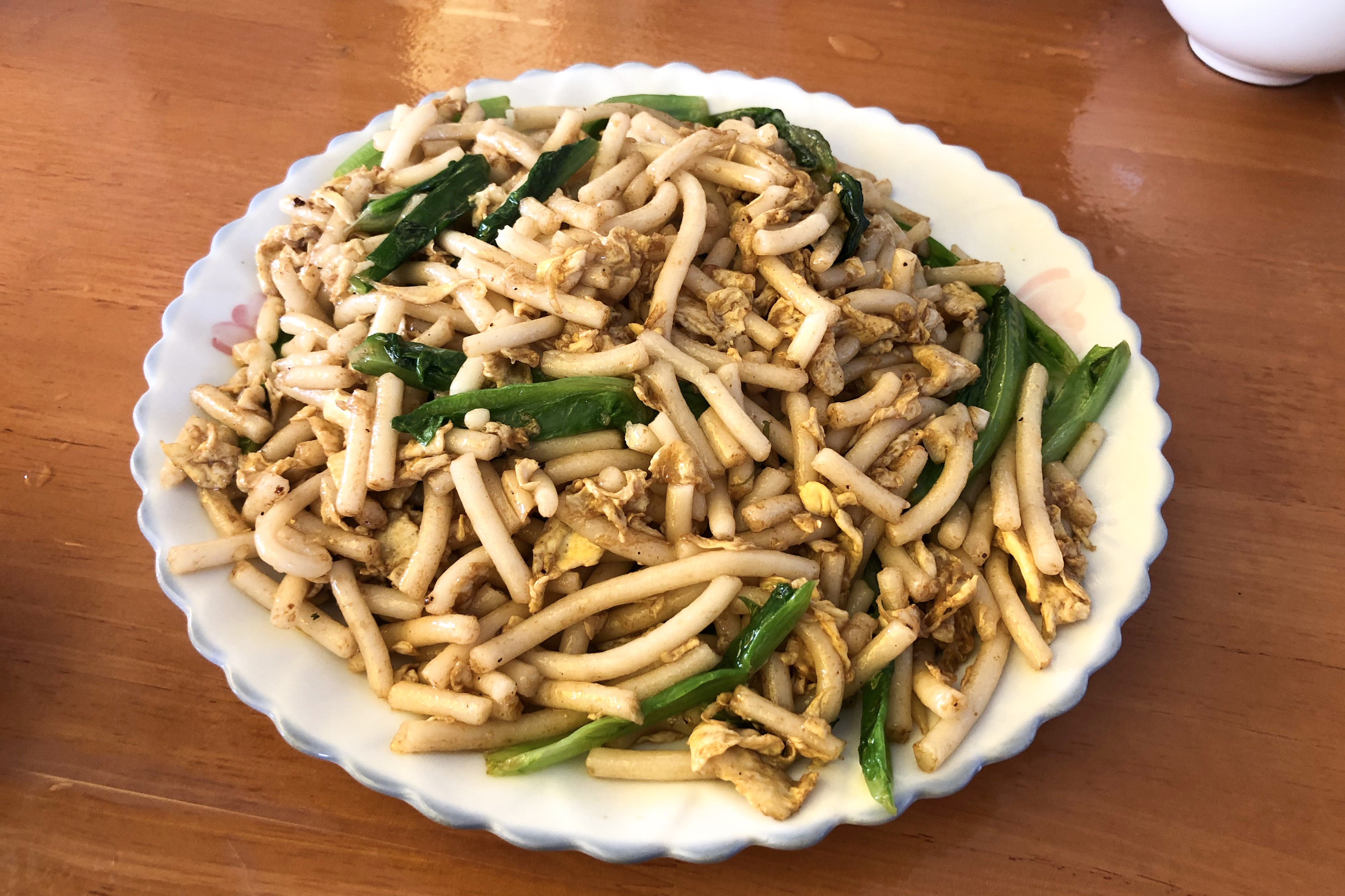
龙岩市永定区的炒老鼠粄